# Горгонов Іван Іванович
Іван Іванович Горгонов (липень 1903, село Апухліци Старицького повіту Тверської губернії, тепер Старицького району Тверської області, Російська Федерація — 1993, місто Москва, Російська Федерація) — радянський діяч органів держбезпеки, генерал-майор, начальник УМДБ по Московській області. Депутат Верховної ради Російської РФСР 2-го скликання. Депутат Верховної ради СРСР 3-го скликання.

## Біографія
Народився в родині селянина-середняка. У травні 1913 — вересні 1920 року працював у господарстві батька в селі Апухліци Старицького повіту. У 1915 році закінчив сільську школу в селі Апухліци. У 1918 році навчався в школі 2-го ступеня в селі Іллінське Ємельяновської волості Старицького повіту, закінчив перший клас.
У вересні 1920 — грудні 1922 року працював конторником-рахівником сільськогосподарського кооперативу «Рассвет» села Сергєєво Ємельяновської волості Старицького повіту. У січні 1923 року повернувся до Апухліц і до квітня 1924 року працював у господарстві батька.
З травня до листопада 1924 року був учнем тесляра на відхожому промислі в Москві, працював разом з батьком. З листопада 1924 до квітня 1925 року — член правління товариства «Рассвет» села Сергєєво. З квітня до жовтня 1925 року — касир відділення Держспирту в місті Твері.
З жовтня 1925 року служив в артилерійському полку 81-ї стрілецької дивізії РСЧА в Калузі, навчався в полковій школі, з жовтня 1926 до листопада 1927 року — помічник командира взводу.
Член ВКП(б) з березня 1927 до 29 липня 1955 року.
У листопаді 1927 року демобілізований з Червоної армії, залишився в Калузі. З січня 1928 року — на комсомольській роботі: інструктор Калузького губернського комітету ВЛКСМУ, з квітня до грудня 1928 року — відповідальний секретар 2-го районного комітету ВЛКСМ міста Калуги.
У грудні 1928 — липні 1929 року — секретар особливого відділу 81-ї стрілецької дивізії в Калузі. У липні 1929 — квітні 1933 року — помічник уповноваженого, уповноважений та старший оперуповноважений особливого відділу 81-ї стрілецької дивізії в Калузі.
У квітні 1933 — січні 1935 року — заступник начальника політичного відділу Скопинської машинно-тракторної станції з роботи ОДПУ-НКВС.
З січня до серпня 1935 року — старший оперуповноважений особливого відділу НКВС по Московському військовому округу. У серпні 1935 — березні 1936 року — помічник начальника 8-го відділення особливого відділу НКВС по Московському військовому округу.
З березня до грудня 1936 року — старший оперуповноважений економічного відділу УДБ УНКВС по Московській області. З грудня 1936 до листопада 1937 року — старший оперуповноважений 3-го відділу (контррозвідка) УДБ УНКВС по Московській області. З 15 листопада 1937 року — помічник начальника, з березня 1938 року — заступник начальника 1-го відділення 3-го відділу, з червня 1938 до вересня 1939 року — начальник відділення 3-го відділу УДБ УНКВС по Московській області.
У вересні 1939 — 13 січня 1941 року — начальник 3-го відділу УДБ УНКВС по Московській області.
У березні — 6 серпня 1941 року — начальник контррозвідувального відділу по місту Москві УНКДБ по Московській області. З 6 до 21 серпня 1941 року — начальник контррозвідувального відділу УНКВС по Московській області.
21 серпня — 29 листопада 1941 року — заступник начальника особливого відділу НКВС Брянського фронту. 29 листопада 1941 — 1 лютого 1942 року — заступник начальника особливого відділу НКВС Західного фронту.
1 лютого — 30 червня 1942 року — заступник начальника 4-го відділу Управління особливих відділів НКВС СРСР. 30 червня 1942 — 29 квітня 1943 року — начальник 10-го відділу Управління особливих відділів НКВС СРСР.
29 квітня 1943 — 27 травня 1946 року — начальник 1-го відділу Головного управління контррозвідки СМЕРШ Народного комісаріату оборони СРСР.
4 червня — 13 липня 1946 року — начальник 1-го Управління 3-го Головного управління МДБ СРСР.
13 липня 1946 — 29 серпня 1951 року — начальник Управління МДБ по Московській області. З 31 грудня 1950 до 29 серпня 1951 року — член Колегії МДБ СРСР. З 29 серпня до 25 жовтня 1951 року перебував у розпорядженні Управління кадрів МДБ СРСР.
25 жовтня 1951 року звільнений в запас. З грудня 1951 року — на пенсії в Москві.
У 1952 році екстерном закінчив педагогічний інститут у Москві.
З листопада 1952 року працював заступником керуючого 4-го тресту «Москультбуду». Потім був заступником керуючого тресту № 12 «Мосбуду» (на червень 1956 року).
29 липня 1955 року виключений з партії із формулюванням «за порушення радянської законності».
Помер у 1993 році. Похований в Москві на Введенському цвинтарі.

## Звання
- лейтенант державної безпеки (26.12.1935)
- старший лейтенант державної безпеки (25.11.1939)
- капітан державної безпеки (9.05.1940)
- майор державної безпеки (23.08.1941)
- полковник державної безпеки (14.02.1943)
- генерал-майор (26.05.1943 — 23.11.1954) — постановою РМ СРСР № 2349-1118сс позбавлений військового звання «як такий, що дискредитував себе за час роботи в органах держбезпеки і негідний у зв'язку з цим високого звання генерала».

## Нагороди
- орден Леніна (25.03.1945)
- три ордени Червоного Прапора (10.07.1942, 28.10.1943, 21.05.1947)
- орден Суворова ІІ ст. (13.09.1945)
- два ордени Вітчизняної війни І ст. (31.07.1944, 6.09.1947)
- орден Вітчизняної війни ІІ ст. (11.03.1985)
- орден Трудового Червоного Прапора (29.10.1949)
- орден Червоної Зірки (3.11.1944)
- медаль «За відвагу» (26.04.1940.)
- медалі
- Заслужений працівник НКВС (19.12.1942)